# Salvador Viniegra y Lasso de la Vega

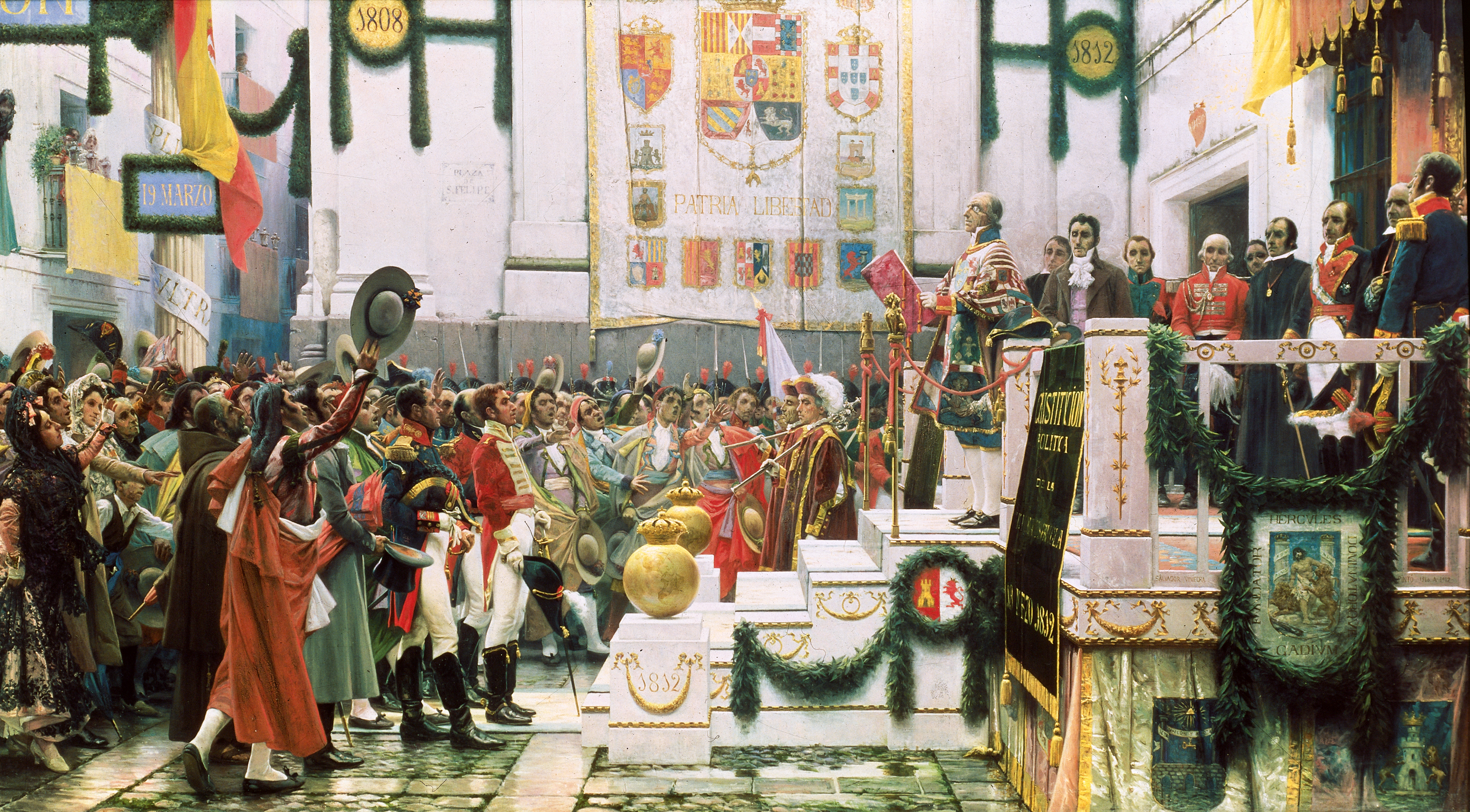
La promulgació de la Constitució de 1812 (1912)

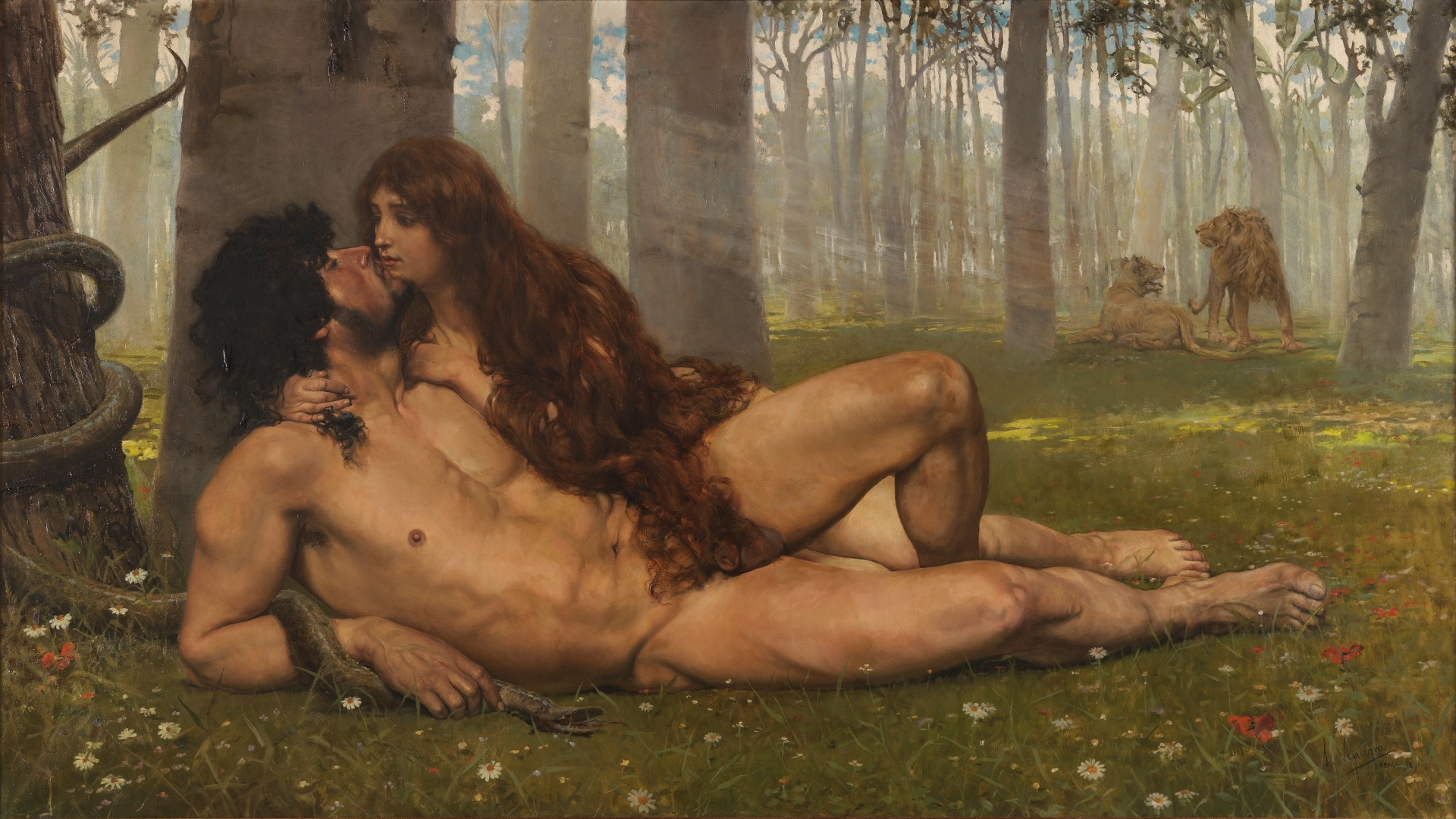
El primer beso (1891)

Salvador Viniegra y Lasso de la Vega (Cadis, 23 de novembre de 1862 - Madrid, 29 d'abril de 1915) va ser un pintor historicista i mecenes andalús. Va ser sotsdirector del Museu del Prado (1890-1898) i acadèmic de la Reial Acadèmia de Belles Arts de Cadis
Va començar estudiant Dret, però aviat es va decidir a ser pintor, accedint a l'Escola de Belles arts de Cadis, on va ser deixeble de Ramón Rodríguez Barcaza i José Pérez Jiménez.
Les seves primeres obres conegudes són una sèrie d'aquarel·les, que van donar origen a un àlbum que, en 1877, va tenir bastant èxit. Els anys següents va guanyar diversos premis de pintura en exposicions regionals, i va viatjar a Roma, on es va dedicar a l'estudi del dibuix en viu.
De retorn Espanya en 1882, va concursar l'Exposició d'Hernández amb el seu quadre Un pati de Sevilla. Més tard, va concursar amb un altre quadre de grans dimensions, La benedicció dels camps, el 1800, exposat posteriorment en l'Exposició Nacional de Belles arts de Madrid de 1887 i que li va valer la medalla de primera classe del certamen.
En 1890 va guanyar el concurs per a un beca de mèrit en l'Acadèmia Espanyola de Belles arts de Roma, on va residir fins a novembre de 1896, sent aquest període italià el més ric de la seva vasta obra. En 1891 va realitzar llenç d'El primer petó. Va exposar les seves obres durant aquest període a Múnic, Roma i Budapest.
Les seves obres van ser reproduïdes incessantment, la qual cosa va fer d'ell un pintor molt popular en tot Europa.
En 1897 va presentar La Romeria del Rocio a la Sala Dante de Roma, així com en l'Exposició Nacional de Belles arts de Madrid del mateix any, i en les Exposicions Internacionals de Múnic i Viena de 1898, on va ser premiat amb diverses medalles d'or.
Aquest quadre va continuar la seva carrera internacional en ser contractat per un negociant polonès, que ho va exposar a diverses ciutats d'Europa oriental. El pintor ho va cedir al Museu d'Art Modern de Madrid en 1905.
Establert a Madrid, va ser nomenat sotsdirector i conservador del Museu del Prado (1890-1898). Durant aquesta època es va convertir en un important mecenes de les arts, especialment de la música (era un notable violoncel·lista), procurant ajuda a diversos artistes, entre els quals destaquen Manuel de Falla y Matheu i Juan Ruiz Casaux. Va morir a Madrid el 29 d'abril de 1915.